# Палецкий сельсовет (Нижегородская область)
Палецкий сельсове́т — упразднённое сельское поселение в составе Перевозского района Нижегородской области России. Административный центр — село Палец.

## История

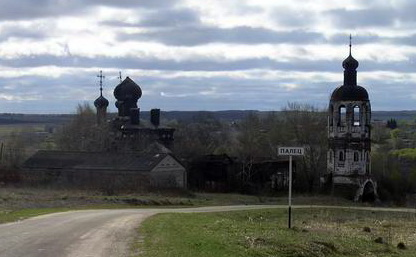
Одигитриевская церковь в селе Палец, построенная Ф. С. Урусовым

Статус и границы сельского поселения установлены Законом Нижегородской области от 15 июня 2004 года № 60-З «О наделении муниципальных образований — городов, рабочих посёлков и сельсоветов Нижегородской области статусом городского, сельского поселения».
Законом Нижегородской области от 31 мая 2017 года № 64-З, 13 июня 2017 года были преобразованы, путём их объединения, все муниципальные образования Перевозского муниципального района — городское поселение город Перевоз, Дзержинский, Дубской, Ичалковский, Палецкий, Танайковский, Тилининский и Центральный сельсоветы — в городской округ Перевозский.

## Население
| 2002 | 2010 | 2012 | 2013 | 2014 | 2015 | 2016 |
| ---- | ---- | ---- | ---- | ---- | ---- | ---- |
| 709  | ↘590 | ↘585 | ↘565 | →565 | ↘540 | ↗547 |
| 2017 |      |      |      |      |      |      |
| ↘521 |      |      |      |      |      |      |

## Состав сельского поселения
| № | Населённый пункт | Тип населённого пункта       | Население |
| - | ---------------- | ---------------------------- | --------- |
| 1 | Вязовка          | деревня                      | →4        |
| 2 | Гари             | посёлок                      | →0        |
| 3 | Дубки            | деревня                      | ↘4        |
| 4 | Зеленуха         | посёлок                      | →0        |
| 5 | Каменка          | деревня                      | ↘229      |
| 6 | Крутое           | деревня                      | ↘23       |
| 7 | Павловка         | деревня                      | ↘44       |
| 8 | Палец            | село, административный центр | ↘283      |
| 9 | Широкий          | посёлок                      | ↘3        |

## Достопримечательности
- Возведённая в 1680 году церковь Страстной иконы Божией Матери (в народной речи именуется «Одигитриевская») — древнейший из сохранившихся храмов юго-востока Нижегородской области и Припьянья, памятник культурного наследия регионального значения. Традиционный бесстолпный пятиглавый православный храм[11].